# Elliotomyia viridicauda
Elliotomyia viridicauda là một loài chim trong họ Trochilidae.
Đây là loài đặc hữu của độ dốc Đông Ande ở Peru, nơi thường bị hạn chế ở các khu vực gần rừng ẩm. Nó thường được thấy ở Machu Picchu. Loài chim này có bề ngoài gần giống với Amazilia chionogaste nhưng thiếu màu trắng đến nửa đầu của đuôi.